# Клеве (герцогство)
Герцогство Клевское (нем. Herzogtum Kleve, нидерл. Hertogdom Kleef) — входило в состав Священной Римской империи и находилось в её нижнерейнско-вестфальском округе по обе стороны Рейна между епископством Мюнстер, женским монастырем Эссен, герцогствами Берг, Юлих и Гельдерн, а также кёльнским курфюршеством. Клеве существовало примерно с 1020 года как графство и стало герцогством в 1417 году. Резиденцией герцога был замок Шваненбург в городе Клеве, а также замок Монтерберг неподалёку от Калькара.

## История
Графство Клеве известно с XI столетия. История этого государства тесно связана с соседними герцогствами Юлих, Берг, Гельдерн и графством Марк.
О первых представителях владетельного дома известно мало. Более-менее достоверной генеалогия рода становится начиная с Дитриха I (II) (ум. ок. 1092). Последним представителем Первого клевского дома был граф Иоганн I (1292/1293—1368), умерший бездетным, после чего Клеве унаследовали графы Марка.
В 1368 году земли Клеве достались племяннику Иоганна I Адольфу III фон Марк, ставшим графом Клеве под именем Адольф I. После смерти в 1391 году старшего брата Адольфа Энгельберта III, тот унаследовал графство Марк, объединив таким образом под одним скипетром два графства.
В 1417 году сын и наследник Адольфа I, Адольф II получил герцогский титул и Клеве стало герцогством.
В 1509 году принц Иоганн III женился на Марии фон Юлих-Бергской, дочери и наследнице герцога Юлих-Бергского Вильгельма. После смерти тестя Иоганн стал регентом при жене, к нему перешёл титул герцога Юлих-Бергского. После смерти отца в 1521 году Иоганн унаследовал титулы герцога Клевского и графа Маркского, образовав династическую унию унаследованных герцогств и сформировав герцогство Юлих-Клеве-Берг.
Смерть последнего герцога Юлиха-Клеве-Берга в 1609 году стало основанием для его раздела. По соглашению в Ксантене Маркграфство Бранденбург получало Клеве, Марк и Равенсберг, в то время как пфальцграф Нойбурга овладевал Юлихом и Бергом. Однако большая часть герцогства была оккупирована армией Голландской республики вплоть до 1672 года.
Став частью Прусского королевства после 1701 года, Клеве было занято французами в ходе Семилетней войны (1757—1762 годов).
В 1795 году территории по левобережью Рейна и Везеля были захвачены революционной армией Франции, включившей их в состав департамента Рур. Территория герцогства была оккупирована в 1803 и 1805 годах, став частью французского департамента Верхний Эйссел и Великого герцогства Берг (после 1811 года — департамент Липпе).
В 1815 году, после поражения Наполеона герцогство было включено в состав прусской провинции Юлих-Клеве-Берг, впоследствии ставшей Рейнской провинцией в 1822 году. Города Геннеп, Зевенар и Хёйссен отошли к Нидерландскому королевству по решению Венского конгресса.

## География
Герцогство Клевское охватывало площадь около 2.200 кв.км, по его территории протекали Рейн с притоками Рур, Эмшер, Липпе и Эйссел, а также Маас и его приток Нирс. Герцогство насчитывало 100.350 жителей, большей частью католиков (включая графство Моерс). В средние века герцогство располагалось на территории сегодняшних районов Клеве, Везель и города Дуйсбург, входящих в состав ФРГ, а также незначительная его часть находилась на территории сегодняшних Нидерландов.

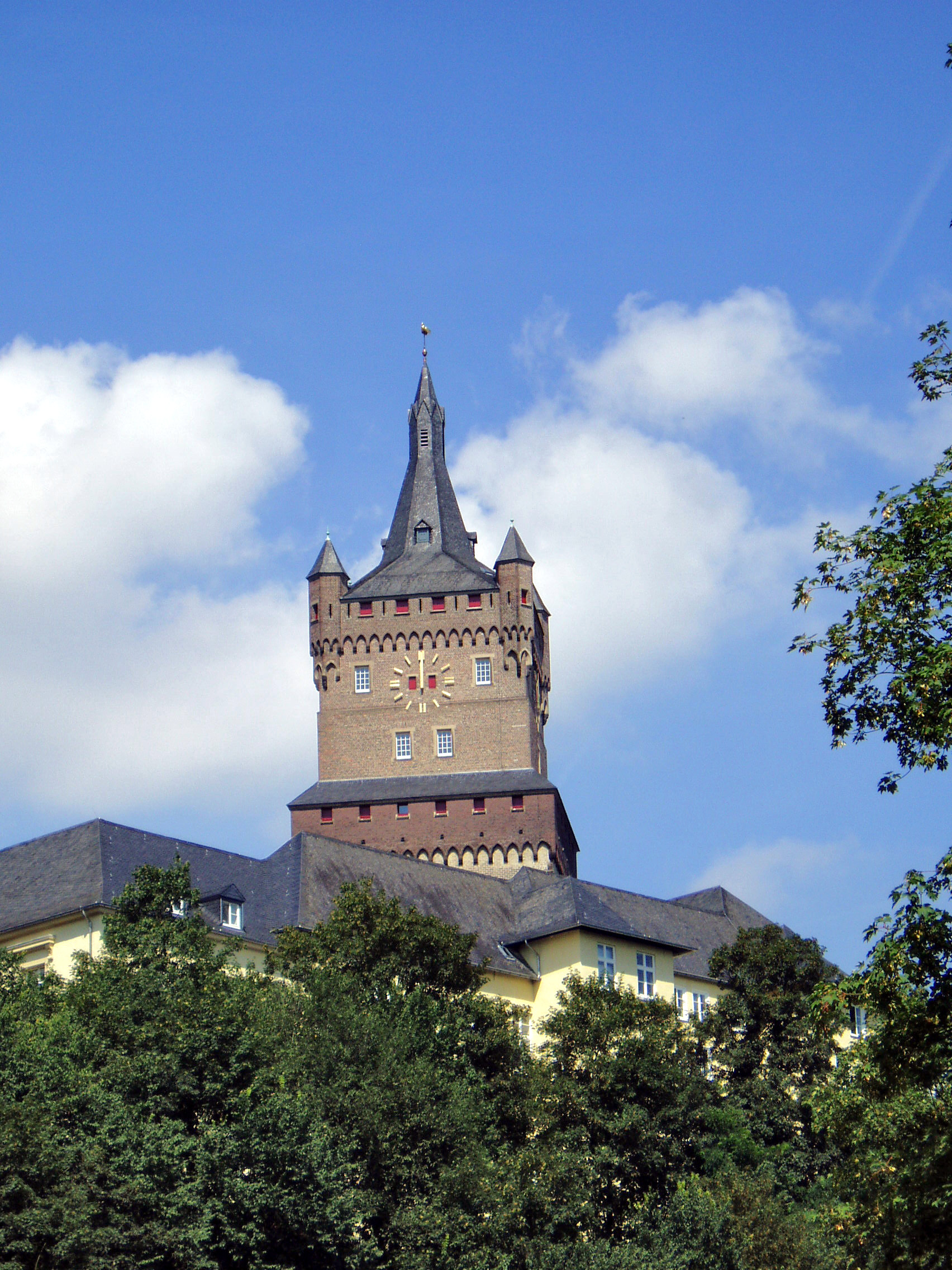
Замок Шваненбург в городе Клеве, резиденция графов и герцогов Клевских

### Города
В Клевское герцогство входили города Клеве, Везель, Эммерих-на-Рейне, Рес, Калькар, Ксантен, Дуйсбург, Краненбург, Геннеп, Гритхаузен, Грит, Гох, Удем, Керфенгейм, Зонсбек, Бюдерих, Орсой, Хёйссен, Зевенар, Иссельбург, Динслакен, Шермбек, Оберхаузен и Рурорт.